# Fasciculipora parva
Fasciculipora parva är en mossdjursart som beskrevs av Moyano 1974. Fasciculipora parva ingår i släktet Fasciculipora och familjen Frondiporidae. Inga underarter finns listade i Catalogue of Life.